# Ernst Hottenroth

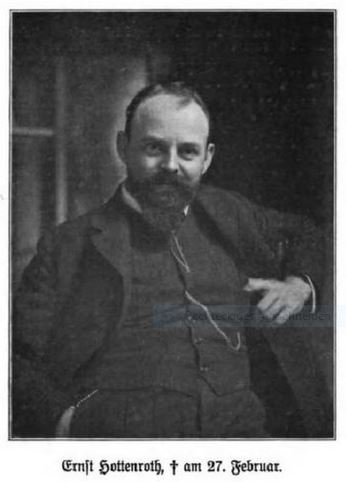
Ernst Hottenroth

Ernst Joseph Hottenroth (* 12. März 1872 in Frankfurt am Main; † 27. Februar 1908 in Dresden) war ein deutscher Bildhauer.

## Leben

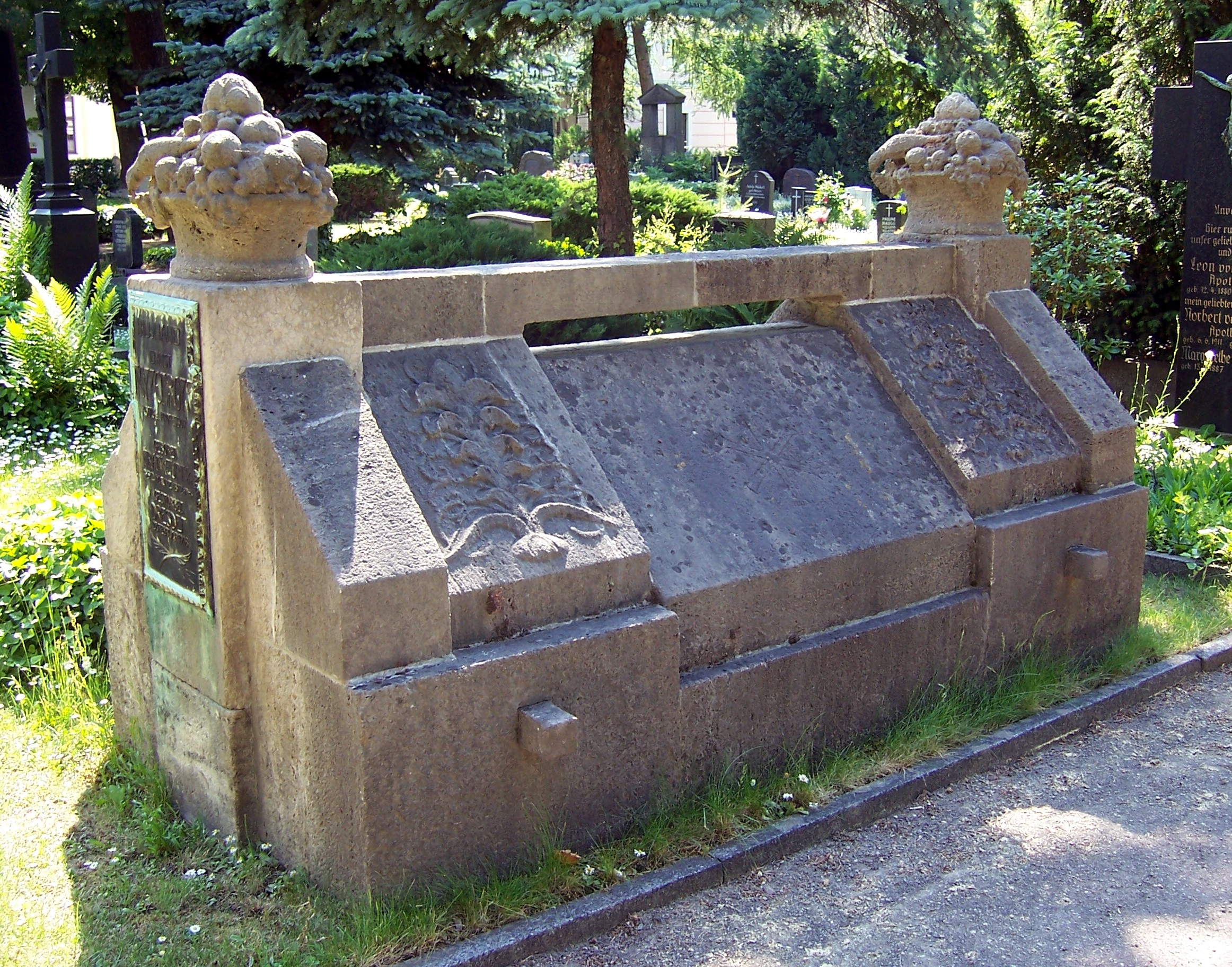
Grab von Ernst Hottenroth auf dem Alten Katholischen Friedhof in Dresden

Hottenroth wurde als Sohn des Bildhauers Joseph Hottenroth geboren. Er ergriff den Beruf seines Vaters und arbeitete zunächst in Berlin als Steinmetz unter Otto Lessing an der plastischen Ausschmückung des Reichstagsgebäudes, später als Gehilfe einer Stuckaturwerkstatt, für die er selbständig ornamentale Arbeiten am Neuen Marstall in Berlin und am Central-Theater in Dresden leitete. In Dresden machte sich Hottenroth selbständig und lieferte für zahlreiche Bauten den plastischen Schmuck.
Hottenroth lebte zuletzt im Haus Dürerplatz 3 in Dresden. Hier starb er 1908 und wurde auf dem Alten Katholischen Friedhof in der Dresdner Friedrichstadt beerdigt.

## Werke
- 1897–1901: Ornamentik am Neuen Marstall in Berlin
- 1900: Ornamentik im Innenraum der Kreuzkirche in Dresden (nach 1945 bis 1955 beseitigt)
- 1900: Ornamentik am Central-Theater in Dresden, Waisenhausstraße (1945 zerstört)
- 1901: plastischer Schmuck am Neubau der Sächsischen Handelsbank in Dresden, Waisenhausstraße (1945 zerstört)
- 1901: Ornamentik am Gebäude von Kunstgewerbeschule und Kunstgewerbemuseum in Dresden-Johannstadt, Güntzstraße
- 1904: plastischer Schmuck am Mausoleum für den Dresdner Unternehmer Bruno Naumann in Königsbrück (in Zusammenarbeit mit Architekt Oskar Menzel; unter Denkmalschutz)[1]
- 1905–1907: Fassadenschmuck am Landgericht in Dresden, Münchner Platz
- 1906: Arkaden mit Löwenköpfen am Ständehaus in Dresden
- 1907: Figurengruppen und Reliefs an den Portalen der 24. Bezirkschule in Dresden-Striesen, Haydnstraße 49 (seit 2008 durch das Martin-Andersen-Nexö-Gymnasium genutzt)